# Dipartimento di sicurezza dello Stato
Il Dipartimento di sicurezza dello Stato o Ministero della sicurezza dello Stato è l'agenzia di polizia segreta della Corea del Nord. È un'agenzia autonoma del governo nordcoreano che risponde direttamente al leader supremo.
In aggiunta ai suoi doveri di sicurezza interna è coinvolta nelle operazioni della Corea del Nord riguardo ai campi di concentramento sparsi per il paese e ad altre attività segrete. Ha la reputazione di essere una delle più brutali forze di polizia del mondo ed è stata coinvolta in numerosi abusi di diritti umani.
È una delle due agenzie che provvede alla sicurezza e alla protezione degli ufficiali governativi nordcoreani e altre persone importanti accanto al Comando della guardia suprema.